# Mesotritia exobothridialis
Mesotritia exobothridialis är en kvalsterart som beskrevs av Bayartogtokh och Aoki 1998. Mesotritia exobothridialis ingår i släktet Mesotritia och familjen Oribotritiidae. Inga underarter finns listade i Catalogue of Life.